# (32541) 2001 QF2
2001 QF2 (asteroide 32541) é um asteroide da cintura principal. Possui uma excentricidade de 0.12263580 e uma inclinação de 6.98347º.
Este asteroide foi descoberto no dia 17 de agosto de 2001 por Jaime Nomen em Ametlla de Mar.